# Древногръцка философия
Древногръцката философия се заражда през 6 век пр.н.е. и се развива през класическия и елинистичния период на Древна Гърция, както и след попадането на гърците в границите на Римската империя. Гърците използват философията, за да се опитат да разберат света по начин, несвързан с религията. Тя се занимава с редица теми сред които политическа философия, етика, метафизика, онтология, логика, биология, реторика и естетика.
Днес е общопризнато, че древногръцките философи са оказали значително влияние върху съвременната философия и наука. Според Алфред Уайтхед "Най-общата характеристика на философската традиция в Европа е, че тя се състои от серия бележки под линия към [трудовете на] Платон". Ясно се очертават непрекъснати линии на влияние и приемственост от древните гръцки и елинистически философи през средновековните мюсюлмански философи и ислямски учени, европейския Ренесанс и Просвещението до съвременните науки.
Според някои автори древногръцката философия на свой ред е повлияна от по-старите мъдри текстове и митологични космогонии на Древния Изток. Такова е становището на Мартин Уест (Martin Litchfield West), който твърди, че „контактът с източната космология и теология спомага за освобождаването на въображението на ранните гръцки философи; те несъмнено са почерпили идеи оттам. Но те са се учили да разсъждават. Философията такава, каквато я разбираме днес, е дело на гърците“.
Последвалата философска традиция е толкова силно повлияна от Сократ, представен в трудовете на Платон, че обикновено ранният период на развитие на философията се нарича „досократическа философия“. Следват периодите на „класическа гръцка философия“ и „елинистична философия“.

## Досократици
Повечето предсократици били от източните и западните краища на Гърция. Техните усилия били насочени към разследването на крайната основа и същественият характер на външния свят. Те търсели материалния принцип на нещата, както и метода на техния произход и изчезване. Като първите философи, те изтъкват рационалното единство на нещата и отхвърлят митологичните обяснения за света. Тъй като от оригиналните съчинения на предсократиците оцеляват само фрагменти, познанията за тях получаваме от по-късните философи: Аристотел, Плутарх, Диоген Лаерций, Симплициус, както и някои ранни теолози – Климент от Александрия и Иполит от Рим.

## Школи
- Абдерска школа
- Елеати
- Епикурейство
- Ефеска школа
- Кинизъм
- Мегарска школа
- Милетска школа
- Перипатетическа школа
- Пиронизъм
- Питагорейство
- Платонова академия
- Скептицизъм
- Софизъм
- Стоицизъм
- Хедонизъм